# 袁成隆
袁成隆（1912年—2002年），男，直隶通州（今北京通县）人，中华人民共和国政治人物，曾任第三机械工业部副部长、农业机械部副部长。